# جودت مرجان
جودت مرجان (بالتركية: Cevdet Mercan)‏ هو مخرج تلفزوني تركي تخرج من جامعة إسطنبول كلية العلوم السياسية في عام 1988. بين السنوات 1995-1999 كان يعمل كمساعد يافوز اوزكان. تم ترشيحه لعدة جوائز في الإخراج التلفزيوني.

## المسلسلات

### إخراج
- خريف القلب (مسلسل 2024-2025)
- محمد الفاتح (مسلسل 2018)
- حطام (مسلسل 2014-2017)
- تتار رمضان (مسلسل 2013)
- المدينة المفقودة (مسلسل 2012)
- أحببت طفلة (مسلسل 2012)
- بالرغم من كل شيء (مسلسل 2011)
- بائعة الورد (مسلسل 2010)
- البلدة (مسلسل 2009)
- عاصي (مسلسل 2007-2009)
- لامكان لا وطن (مسلسل 2007)

## روابط خارجية
- جودت مرجان على موقع IMDb (الإنجليزية)
- جودت مرجان على موقع ألو سيني (الفرنسية)
- جودت مرجان على موقع كينوبويسك (الروسية)